# یوتی‌سی ۰:۳۰+
هم‌اکنون زمان‌بندی گرینویچ به علاوه ۰:۳۰ (به انگلیسی: UTC+0:30) برای اندازه گیری زمان کاربرد دارد.

## تاریخچه
زمان (به انگلیسی: UTC+0:30) به عنوان زمان سلطنتی انگلستان کاربر داشت و به عنوان زمان سندرینگهام شناخته می‌شد. در تاریخ ۱۹۳۶ میلادی استفاده از آن متوقف شد.